# Djurplågeri
Djurplågeri involverar att en person tillfogar ett djur lidande eller missköter det. Djurplågeri definieras i respektive lands lagstiftning och varierar kraftigt. Vissa länder har inte alls någon lag som beivrar djurplågeri medan det i andra är ett brott som kan leda till böter eller längre fängelsestraff.
I Sverige är djurplågeri ett brott enligt 16 kap 13 § brottsbalken och faller under allmänt åtal. Där stadgas att den som "uppsåtligen eller av grov oaktsamhet, genom misshandel, överansträngning eller vanvård eller på annat sätt, otillbörligen utsätter djur för lidande, dömes för djurplågeri till böter eller fängelse i högst två år".

## Lagar mot djurplågeri i olika länder

### Kina
Kina saknar lag mot djurplågeri. 

### Egypten
Egypten har en lag som säger att ingen får slå eller döda ett djur och den som gör det kan dömas till böter eller fängelse. I verkligheten döms dock sällan någon till detta. 

### Storbritannien
I Storbritannien kan djurplågeri leda till böter eller 6 månader till 5 år i fängelse.

### Sverige
Djurplågeri är i svensk rätt ett brott enligt 16 kap 13 § brottsbalken, som innebär att någon uppsåtligen eller av grov oaktsamhet otillbörligen utsätter djur för lidande, exempelvis genom att djuret misshandlas, överansträngs eller vanvårdas.
Påföljden för djurplågeri är böter eller fängelse i högst två år.
Tidelag, otukt med djur, är från och med 1 april 2014 åter straffbart enligt svensk lag.[3] Det pågick en debatt, i framför allt djurskyddskretsar och bland veterinärer, om att återkriminalisera tidelag. Gustav Fridolin från Miljöpartiet framlade år 2002 ett förslag om förbud mot tidelag. Detta röstades ner, men ett nytt förslag lades fram av regeringen Reinfeldt under sommaren 2013.. 7 november 2013 fattade regeringen beslut om att lägga fram en proposition för ökat djurskydd som bland annat skulle förbjuda tidelag. Lagen trädde i kraft 1 april 2014.
Djurplågeri kan medföra djurförbud. I ringa fall av djurplågeri döms i stället för brott mot 10 och 36 §§ djurskyddslagen, vilket framgår av Hovrätten över Skåne och Blekinges dom den 18 december 1992.

### USA
I USA varierar lagstiftningen mot djurplågeri bland de olika delstaterna. I Kalifornien kan teoretiskt dömas till 25 års fängelse om brottet upprepas vid minst tre tillfällen.